# Rettore (università)
Il rettore (in alcuni Stati magnifico rettore, soprattutto nelle università pontificie) è l'organo monocratico posto al vertice di un'università o di un'analoga istituzione accademica.

## Caratteristiche
In certi ordinamenti il titolo di rettore è esteso a coloro che dirigono un istituto scolastico di livello secondario (come in Germania, Danimarca e Paesi Bassi) o anche primario (come in Norvegia e Svezia), figure assimilabili al dirigente scolastico italiano. In Italia permane questo uso limitatamente ai convitti nazionali.
Il rettore è per lo più eletto dai docenti o da un organo collegiale dell'università (come il senato accademico o un consiglio di amministrazione); vi sono però paesi (ad esempio, la Svezia) dove è di nomina governativa. Può essere affiancato da uno o più prorettori o vicerettori, da lui nominati oppure elettivi, che, oltre a essere suoi vicari, in certe università lo coadiuvano con competenza su determinate materie. Talvolta il rettore è un'alta personalità esterna all'università e il suo titolo puramente onorifico, mentre un vicerettore dirige effettivamente l'università (ad esempio, la Sorbona, fino al 1920, era diretta da un vicerettore, mentre rettore era formalmente il Ministro dell'Educazione nazionale).

## Nel mondo

### Canada
Il termine per indicare la carica non è omogeneo, con varie differenze nelle varie province e territori del Canada; ad esempio per designare il capo dell'istituzione nell'Università del Quebec, si utilizza recteur mentre nelle province e territori anglofoni principal.

### Francia
Il recteur d'académie è un funzionario ministeriale, nominato dal governo francese tra i professori universitari, che dirige un'académie, circoscrizione territoriale generalmente coincidente con una regione, da cui dipendono tutte le istituzioni scolastiche, ivi comprese le università. Queste ultime sono rette da un président, professore eletto dal consiglio di amministrazione, ma il recteur d'académie è cancelliere delle università comprese nella sua circoscrizione, con poteri di controllo di legittimità. Dal recteur d'académie dipende l'inspecteur d'académie, funzionario al quale fanno capo tutte le istituzioni scolastiche non universitarie di un dipartimento, con un ruolo analogo a quello che aveva in passato il provveditore agli studi italiano.

### Italia
In Italia l'elezione e le funzioni del rettore magnifico sono disciplinate dagli statuti delle singole università, nell'ambito dei principi stabiliti dall'art. 2 della legge 30 dicembre 2010, n. 240. Viene eletto tra i professori ordinari in servizio presso le università, è nominato con decreto del ministro dell'università e della ricerca e rimane in carica per un unico mandato non rinnovabile di sei anni; può anche essere eletto un professore di altra università che, per effetto dell'elezione, viene trasferito nella nuova sede.
La riforma Gelmini del 2010 non dà indicazioni particolari sulla composizione del corpo elettorale; gli statuti vigenti attribuiscono l'elettorato attivo ai professori di ruolo e fuori ruolo, ai ricercatori confermati e, generalmente, ai rappresentanti del personale tecnico-amministrativo e degli studenti. Ai sensi della riforma, il senato accademico può proporre al corpo elettorale, con maggioranza di almeno due terzi dei suoi componenti, una mozione di sfiducia al rettore non prima che siano trascorsi due anni dall'inizio del suo mandato. Egli è membro di diritto del senato accademico e del consiglio di amministrazione; a lui sono attribuite la rappresentanza legale dell'università, le funzioni di indirizzo, iniziativa e coordinamento delle attività scientifiche e didattiche, nonché la responsabilità del perseguimento delle finalità dell'ateneo secondo criteri di qualità e nel rispetto dei principi di efficacia, efficienza, trasparenza e promozione del merito, nonché irrogare sanzioni disciplinari ai docenti e agli studenti. Propone al consiglio di amministrazione il documento di programmazione triennale, il bilancio di previsione annuale e triennale e il conto consuntivo, oltre alla nomina del direttore generale; emana con decreto gli statuti e i regolamenti di ateneo e i regolamenti interni delle sue articolazioni organizzative (dipartimenti, ecc.); ha l'iniziativa dei procedimenti disciplinari e svolge ogni altra funzione non espressamente attribuita dallo statuto ad altri organi.
Gli statuti delle università italiane prevedono generalmente che il rettore nomini, tra i professori di prima fascia a tempo pieno, prorettori o vicerettori, secondo schemi che variano da un ateneo all'altro: ad esempio, nell'Università di Bologna sono previsti più prorettori, tra cui un prorettore vicario, mentre nell'Università di Torino un prorettore e più vicerettori. Prorettori e vicerettori ricevono dal rettore deleghe su determinate materie.

### Regno Unito
Nelle università scozzesi più antiche c'è anche un rettore, ma è un rappresentante eletto dagli studenti che presiede l'university court, organo collegiale assimilabile a un consiglio di amministrazione dell'università.

### Stati Uniti d'America
La maggior parte dei college statunitensi usano il titolo di president per indicare sia il responsabile dell'istituto sia il presidente del consiglio di amministrazione quale organo di governo. I termini "presidente" e "cancelliere" sono utilizzati per l'amministratore delegato di alcune università e dei sistemi universitari, a seconda statuti delle istituzioni, sebbene alcuni sistemi universitari statali abbiano entrambi i presidenti dei collegi costitutivi e un cancelliere del sistema nel suo complesso, o viceversa.